# Paralanice timorensis
Paralanice timorensis är en ringmaskart som beskrevs av Maurice Caullery 1944. Paralanice timorensis ingår i släktet Paralanice och familjen Terebellidae. Inga underarter finns listade i Catalogue of Life.